# Mumong
Mumong ist ein Vorort von Kuala Belait, der Hauptstadt des Distrikts Belait in Brunei. Die ursprüngliche Siedlung Mumong wurde ausgebaut und durch die Public Housing Estates (Sozialwohnungen) des Landless Indigenous Citizens’ Housing Scheme (Skim Tanah Kurnia Rakyat Jati Mumong) erweitert. Heute besteht der Ort aus zwei Verwaltungseinheiten, den Kampung Mumong A und Mumong B im Mukim Kuala Belait.

## Geographie
Mumong liegt im östlichen Teil von Kuala Belait und grenzt im Norden und Nordwesten an die Siedlungen Pandan, Panaga im Osten, ebenfalls Vorstädte, und an den Belait im Süden. Neben dem ursprünglichen Dorf besteht die Siedlung aus dem Mumong Landless Indigenous Citizens’ Housing Scheme im Osten und Westen des alten Orts.
Das Wohnbauprogramm betrifft die landlosen Einheimischen Bruneis, die so genannten malaiisch rakyat jati.

### Verkehr

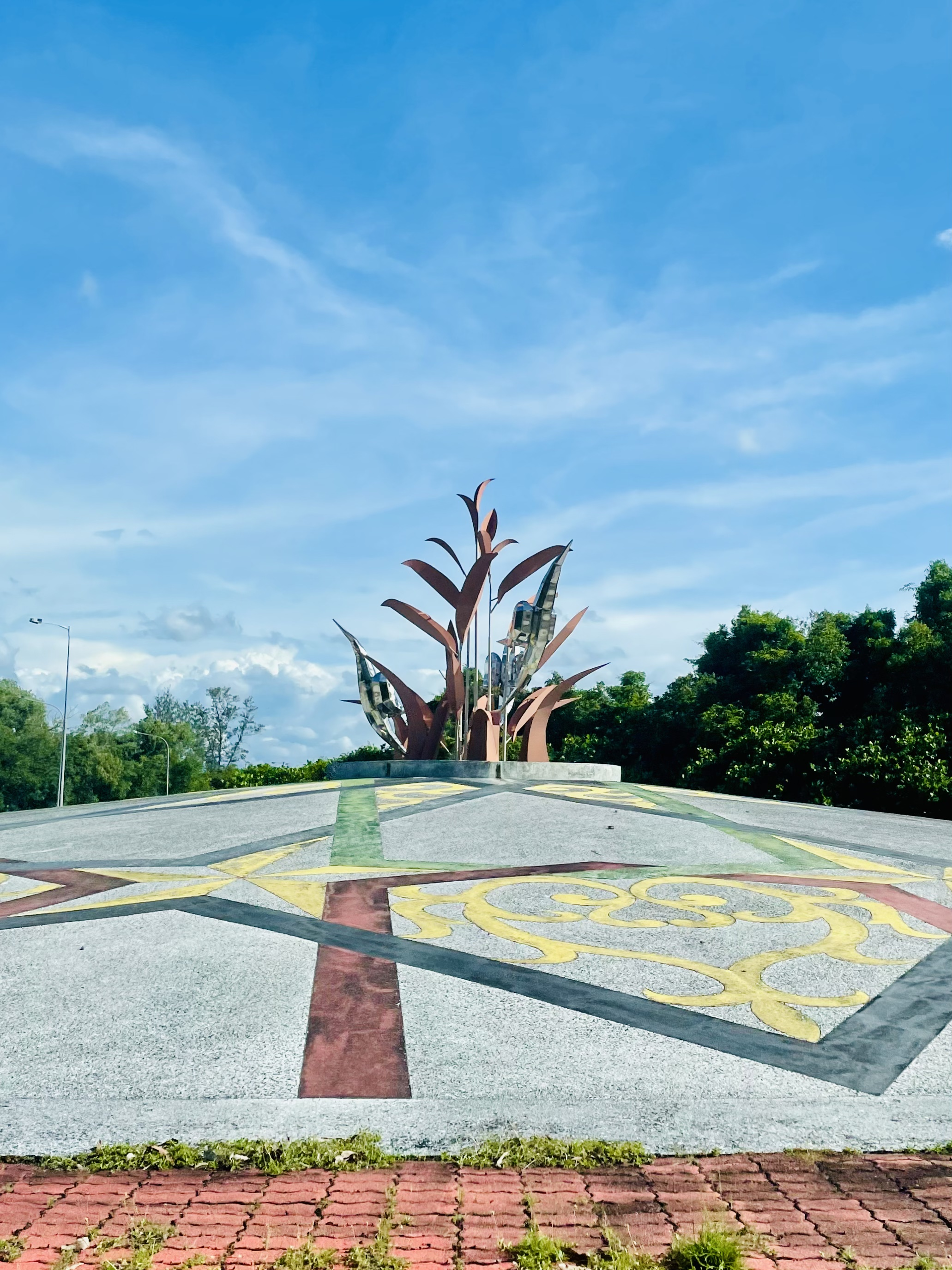
Kreisverkehr in Mumong (2022)

Die meisten Straßen in den Kampung sind asphaltiert. Die Hauptstraße durch das alte Dorf ist die Jalan Mumong. durch den Seria Bypass wurde die Straße allerdings in zwei Abschnitte geteilt. Die Jalan Mumong–Kuala Balai ist die einzige Straße, die Kuala Balai mit dem Rest des Landes verbindet.

## Geschichte
Mumong war ein kleines Malaien-Dorf am Ufer des Sungai Belait stromaufwärts von Kuala Belait auf dem Weg nach Kuala Balai. Erst seit der Entwicklung von Kuala Belait seit der Wende des 20. Jahrhunderts als Distriktshauptstadt und dem Bau der Straßen Jalan Singa Menteri und Jalan Tengah entwickelte sich auch der Ort und vor allem südlich der Jalan Singa Menteri entstand eine Pendlersiedlung für Arbeiter aus Kuala Belait und Seria. Der Bau des Seria Bypass in den 1980ern verstärkte nochmals die Ansiedlung.
Auch die Regierung von Brunei hat das Gebiet mit dem Bau des Mumong Resettlement Area im Westen des Kampong nochmals zu einem Siedlungsschwerpunkt gemacht. Zusätzlich wurde das Mumong Youth Centre and Sports Complex in den 1990ern errichtet, welches auch von Bewohnern aus den umliegenden Kampung Kuala Belait und Panaga genutzt wird. Um der wachsenden Bevölkerung zu entsprechen, wurde die Kuala Belait Sewerage Treatment Plant. Das Mumong Telephone Exchange Area hingegen liegt im benachbarten Kampong Pandan.

## Administration
Das Gebiet von Mumong wird offiziell als zwei Verwaltungseinheiten geführt: Mumong 'A' und Mumong 'B' (früher: Mumong Utara und Mumong Selatan).
Dabei gehören zu Mumong 'A' die Mumong Public Housing Estate und das nahegelegene Government Residential Area; Mumong 'B' umfasst das eigentliche Dorf. Beide Gebiete verfügen über eigenePostleitzahlen: KA1531 und KA1731.
Jedes dieser Kampung wird von einem Ortsvorsteher (malaiisch ketua kampung) geleitet.
Zugleich wurde Mumong auch an die stadt Kuala Belait angegliedert.